# نيموليت
النوموليت (بالإنجليزية: Nummulites)‏ حفرية ذات شكل عدسي تتميز بملفاتها المتعددة، وهي صدفة لحفرية كائن أولي معاصر ينتمي إلي نوع منخربات يدعي نوموليت. يتراوح قطر النوموليت من 1.3 سم إلي 5 سم وتوجد غالبًا في الصخور البحرية المنتمية إلي عصر الإيوسين والميوسين، تحديدًا في جنوب غرب آسيا وحول حوض البحر المتوسط. وُجِدَت أحافير يصل قطرها إلي 15 سم في الصخور الإيوسينية في تركيا. للنوموليت قيمة كبيرة كحفرية مرشدة.

استخدم المصريون القدماء النوموليت كعملات نقدية، وتم اكتشافها لأول مرة في الحجر الجيري الذي بنيت به أهرامات الجيزة.
يرجع أصل كلمة «نوموليت Nummulites» إلي تصغير للكلمة اللاتينية «نومولَس nummulus» التي تعني «عملة صغيرة»، بسبب شكلها المشابه للعملات المعدنية.